# Nimravus
Nimravus és un gènere de mamífer extint de la família dels nimràvids. Se n'han trobat restes fòssils a França i els Estats Units.